# ウェストン
ウェストン（英: Westone）は、アメリカ・コロラド州コロラドスプリングスに本社を置く、イヤホンおよび補聴器のメーカー・ブランド。プロのミュージシャンやオーディオマニアが使用するハイエンドインイヤーモニター (IEMs) のメーカーである。

## 歴史・概要
ウェストンは、1959年に設立され、創業者のモルガン夫妻がアメリカ・コロラド州の自宅にてカスタムイヤホンを製作することから始まった。以来、カスタムイヤホン、コンシューマイヤホン、補聴器などの製造・販売を専門としている。最初は小さな家族経営だったが、特に補聴器やヒアリングケアの分野ではその技術や規格において多くの先駆けとなった。現在ではこれらの分野の業界リーダーに成長した。
ウェストンはミュージシャンのためのカスタムインイヤーイヤホンの先駆者であった。ウェストンは、もともとShureのE1とE5を共同で開発し、初期のUltimate Earsブランドのカスタムインイヤーモニターの製造を行っていた。

## 製品

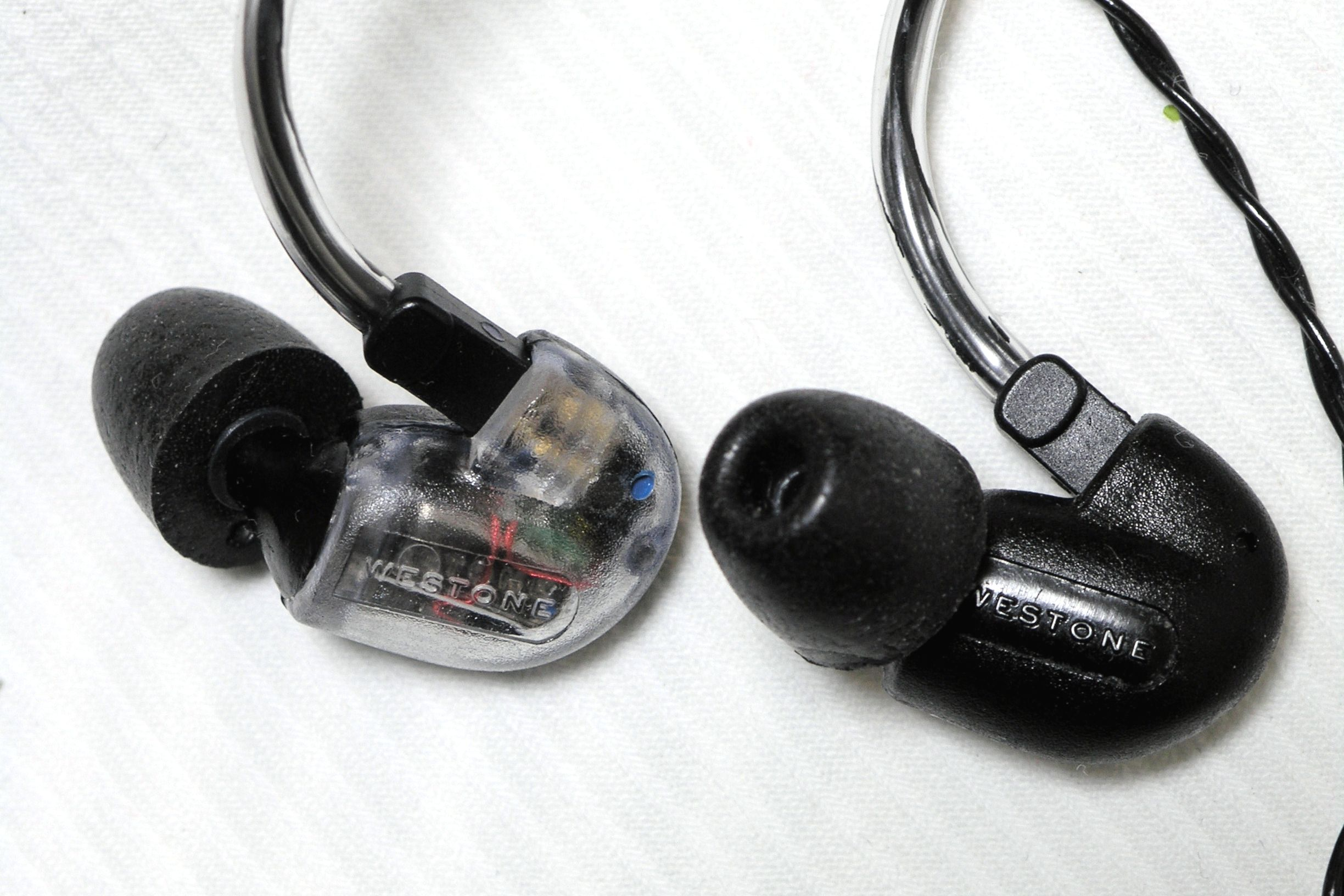
UM3X Removable Cable
ユニバーサルシリーズの上位モデル（旧製品）。UM3Xのコード取外し可能なタイプ。

2013年現在、日本の小売店においては、コンシューマ向けのインイヤーイヤホンとしてユニバーサルシリーズ（UM Pro 10、UM Pro 20、UM Pro 30）、ウェストンシリーズ（Westone W10、W20、W30、W40）および Adventureシリーズ（Alpha）などが販売されている。すべてのイヤホン製品がカナル型であり、2013年6月に発売開始されたAdventureシリーズ以外はバランスド・アーマチュア駆動である。
カスタムIEM製品については日本では特定の小売店で注文を受けている。

### コンシューマ向け製品
| 製品名           | 仕様                                                                       |
| ---------------- | -------------------------------------------------------------------------- |
| Talk Series TS1  | スマートフォン用マイク付き バランスド・アーマチュア、シングルドライバー    |
| ADV Series Alpha | 6.5mmダイナミック型シングルドライバー                                      |
| UM Pro 10        | バランスド・アーマチュア、シングルドライバー                               |
| UM Pro 20        | バランスド・アーマチュア、2ウェイ・2ドライバー（ロー×1、ハイ×1）           |
| UM Pro 30        | バランスド・アーマチュア、3ウェイ・3ドライバー（ロー×1、ミッド×1、ハイ×1） |
| UM Pro 50        | バランスド・アーマチュア、3ウェイ・5ドライバー（ロー×1、ミッド×2、ハイ×2） |
| Westone W10      | バランスド・アーマチュア、シングルドライバー                               |
| Westone W20      | バランスド・アーマチュア、2ウェイ・2ドライバー（ロー×1、ハイ×1）           |
| Westone W30      | バランスド・アーマチュア、3ウェイ・3ドライバー（ロー×1、ミッド×1、ハイ×1） |
| Westone W40      | バランスド・アーマチュア、3ウェイ・4ドライバー（ロー×2、ミッド×1、ハイ×1） |
| Westone W50      | バランスド・アーマチュア、3ウェイ・5ドライバー（ロー×1、ミッド×2、ハイ×2） |
| Westone W60      | バランスド・アーマチュア、3ウェイ・6ドライバー（ロー×2、ミッド×2、ハイ×2） |

### カスタムIEM製品
ウェストンのカスタムIEMはハウジングの外耳道に挿入される先端部（フレックスカナル）がシリコン製となっている。（ACシリーズはアクリル製）
| 製品名 | 仕様                                                                                              |
| ------ | ------------------------------------------------------------------------------------------------- |
| ES10   | バランスド・アーマチュア、フルレンジ・シングルドライバー                                          |
| ES20   | バランスド・アーマチュア、2ウェイ・2ドライバー（ロー×1、ハイ×1）                                  |
| ES30   | バランスド・アーマチュア、3ウェイ・3ドライバー（ロー×1、ミッド×1、ハイ×1）                        |
| ES50   | バランスド・アーマチュア、3ウェイ・5ドライバー（ロー×1、ミッド×2、ハイ×2）                        |
| ES60   | バランスド・アーマチュア、3ウェイ・6ドライバー（ロー×2、ミッド×2、ハイ×2）                        |
| AC10   | バランスド・アーマチュア、フルレンジ・シングルドライバー エントリーモデル。ES10の廉価版。         |
| AC20   | バランスド・アーマチュア、2ウェイ・2ドライバー（ロー×1、ハイ×1） エントリーモデル。ES20の廉価版。 |